# Guan Tong
Guan Tong (關仝T, 关仝S, Guān TóngP; Chang'an, ... – 960) è stato un pittore cinese dello "stile settentrionale", attivo sotto i Liang Posteriori (907-923).
Fu allievo di Jing Hao, ed è conosciuto come una figura cruciale per lo sviluppo dell'era d'oro della pittura di paesaggio. I suoi dipinti realizzano una verosimile ed efficace raffigurazione del mondo naturale, una conquista caratterizzante gli artisti di paesaggio del secolo X. La grande popolarità dello stile distintivo di Guan rappresenta uno degli aspetti della diffusione della pittura di paesaggio al tempo.
Qiūshān wǎn cuì (秋山晚翠S) è uno dei dipinti attribuiti a Guan Tong, e benché ci siano altre opere a lui attribuite, nessuna di queste porta la sua firma. In questo dipinto un sentiero poco visibile passa per le aspre montagne. Quest'opera sembra essere un'illustrazione delle poesie che descrivono un difficile viaggio, per esempio La strada verso Shu è dura di Li Bai. Le opere di Guan si focalizzano anche sulla rappresentazione ciclica delle stagioni: un concetto fondamentale nella medicina cinese e in molte scuole della filosofia.
Guan Tong favorì l'uso del tratto di pennello "ascia spezzettata" (Fu Pi Cun) per raffigurare le forme spigolose e rocciose delle montagne settentrionali. I suoi picchi robusti e la composizione densamente compatta rappresenta la tradizione settentrionale nella forma più verosimile a come gli studiosi la intendono oggi. Gli studiosi descrivono le opere di Guan, insieme ad alcune del suo maestro Jing Hao, come pezzi avanzati e notevoli per quel periodo, e non come opere inferiori o di base rispetto all'arte di paesaggio matura Song.
Il pittore del XX secolo Chang Dai-chien falsificò un dipinto che venne fatto passare per un originale di Guan Tong; fu acquistato dal Museo delle Belle Arti di Boston nel 1957 e fu ritenuto, al tempo, un'opera originale di Guan Tong. Il dipinto è considerato una delle più ardite e audaci contraffazioni di Zhang.